# Suilly-la-Tour
Suilly-la-Tour – miejscowość i gmina we Francji, w regionie Burgundia-Franche-Comté, w departamencie Nièvre.
Według danych na rok 1990 gminę zamieszkiwały 633 osoby, a gęstość zaludnienia wynosiła 17 osób/km² (wśród 2044 gmin Burgundii Suilly-la-Tour plasuje się na 374. miejscu pod względem liczby ludności, natomiast pod względem powierzchni na miejscu 91.).